# ماتریونو-گزوو
ماتریونو-گزوو (انگلیسی: Matryono-Gezovo) یک شهرک در بخش آلکسیفسکی استان بلگورود کشور روسیه است.